# Grand Prix Australii 2003
Wyniki Grand Prix Australii, pierwszej rundy Mistrzostw Świata Formuły 1 w sezonie 2003.

## Lista startowa
| Nr | Kierowca              | Zespół                     | Samochód        | Silnik                       | Opony |
| -- | --------------------- | -------------------------- | --------------- | ---------------------------- | ----- |
| 1  | Michael Schumacher    | Scuderia Ferrari Marlboro  | Ferrari F2002   | Ferrari 051 3.0 V10          | B     |
| 2  | Rubens Barrichello    | Scuderia Ferrari Marlboro  | Ferrari F2002   | Ferrari 051 3.0 V10          | B     |
| 3  | Juan Pablo Montoya    | BMW WilliamsF1 Team        | Williams FW25   | BMW P83 3.0 V10              | M     |
| 4  | Ralf Schumacher       | BMW WilliamsF1 Team        | Williams FW25   | BMW P83 3.0 V10              | M     |
| 5  | David Coulthard       | West McLaren Mercedes      | McLaren MP4-17D | Mercedes-Benz FO110P 3.0 V10 | M     |
| 6  | Kimi Räikkönen        | West McLaren Mercedes      | McLaren MP4-17D | Mercedes-Benz FO110P 3.0 V10 | M     |
| 7  | Jarno Trulli          | Mild Seven Renault F1 Team | Renault R23     | Renault RS23 3.0 V10         | M     |
| 8  | Fernando Alonso       | Mild Seven Renault F1 Team | Renault R23     | Renault RS23 3.0 V10         | M     |
| 9  | Nick Heidfeld         | Sauber Petronas            | Sauber C22      | Petronas 03A 3.0 V10         | B     |
| 10 | Heinz-Harald Frentzen | Sauber Petronas            | Sauber C22      | Petronas 03A 3.0 V10         | B     |
| 11 | Giancarlo Fisichella  | Jordan Ford                | Jordan EJ13     | Ford Cosworth RS1 3.0 V10    | B     |
| 12 | Ralph Firman          | Jordan Ford                | Jordan EJ13     | Ford Cosworth RS1 3.0 V10    | B     |
| 14 | Mark Webber           | Jaguar Racing              | Jaguar R4       | Cosworth CR-5 3.0 V10        | M     |
| 15 | Antônio Pizzonia      | Jaguar Racing              | Jaguar R4       | Cosworth CR-5 3.0 V10        | M     |
| 16 | Jacques Villeneuve    | Lucky Strike BAR Honda     | BAR 005         | Honda RA003E 3.0 V10         | B     |
| 17 | Jenson Button         | Lucky Strike BAR Honda     | BAR 005         | Honda RA003E 3.0 V10         | B     |
| 18 | Justin Wilson         | Minardi F1 Team            | Minardi PS03    | Cosworth CR-3 3.0 V10        | B     |
| 19 | Jos Verstappen        | Minardi F1 Team            | Minardi PS03    | Cosworth CR-3 3.0 V10        | B     |
| 20 | Olivier Panis         | Panasonic Toyota Racing    | Toyota TF103    | Toyota RVX-03 3.0 V10        | M     |
| 21 | Cristiano da Matta    | Panasonic Toyota Racing    | Toyota TF103    | Toyota RVX-03 3.0 V10        | M     |
| Nr | Kierowca              | Zespół                     | Samochód        | Silnik                       | Opony |

## Wyniki

### Kwalifikacje
| P  | Nr | Kierowca              | Konstruktor(-silnik) | Opony | Czas     | Odstęp   | Strata   |
| -- | -- | --------------------- | -------------------- | ----- | -------- | -------- | -------- |
| 1  | 1  | Michael Schumacher    | Ferrari              | B     | 1:27.173 | -        | -        |
| 2  | 2  | Rubens Barrichello    | Ferrari              | B     | 1:27.418 | 0:00.245 | 0:00.245 |
| 3  | 3  | Juan Pablo Montoya    | Williams-BMW         | M     | 1:28.101 | 0:00.683 | 0:00.928 |
| 4  | 10 | Heinz-Harald Frentzen | Sauber-Petronas      | B     | 1:28.274 | 0:00.173 | 0:01.101 |
| 5  | 20 | Olivier Panis         | Toyota               | M     | 1:28.288 | 0:00.014 | 0:01.115 |
| 6  | 16 | Jacques Villeneuve    | BAR-Honda            | B     | 1:28.420 | 0:00.132 | 0:01.247 |
| 7  | 9  | Nick Heidfeld         | Sauber-Petronas      | B     | 1:28.464 | 0:00.044 | 0:01.291 |
| 8  | 17 | Jenson Button         | BAR-Honda            | B     | 1:28.682 | 0:00.218 | 0:01.509 |
| 9  | 4  | Ralf Schumacher       | Williams-BMW         | M     | 1:28.830 | 0:00.148 | 0:01.657 |
| 10 | 8  | Fernando Alonso       | Renault              | M     | 1:28.928 | 0:00.098 | 0:01.755 |
| 11 | 5  | David Coulthard       | McLaren-Mercedes     | M     | 1:29.105 | 0:00.177 | 0:01.932 |
| 12 | 7  | Jarno Trulli          | Renault              | M     | 1:29.136 | 0:00.031 | 0:01.963 |
| 13 | 11 | Giancarlo Fisichella  | Jordan-Ford          | B     | 1:29.344 | 0:00.208 | 0:02.171 |
| 14 | 14 | Mark Webber           | Jaguar-Cosworth      | M     | 1:29.367 | 0:00.023 | 0:02.194 |
| 15 | 6  | Kimi Räikkönen        | McLaren-Mercedes     | M     | 1:29.470 | 0:00.103 | 0:02.297 |
| 16 | 21 | Cristiano da Matta    | Toyota               | M     | 1:29.538 | 0:00.068 | 0:02.365 |
| 17 | 12 | Ralph Firman          | Jordan-Ford          | B     | 1:31.242 | 0:01.704 | 0:04.069 |
| 18 | 15 | Antônio Pizzonia      | Jaguar-Cosworth      | M     | 1:31.723 | 0:00.481 | 0:04.550 |
| 19 | 19 | Jos Verstappen        | Minardi-Cosworth     | B     | 1:30.053 | -        | -        |
| 20 | 18 | Justin Wilson         | Minardi-Cosworth     | B     | 1:30.479 | -        | -        |
| P  | Nr | Kierowca              | Konstruktor(-silnik) | Opony | Czas     | Odstęp   | Strata   |

### Wyścig
| P                 | + / – | Nr | Kierowca              | Konstruktor      | Opony | Okr. | Czas / Strata | Komentarz        |
| ----------------- | ----- | -- | --------------------- | ---------------- | ----- | ---- | ------------- | ---------------- |
| 1                 | 10    | 5  | David Coulthard       | McLaren-Mercedes | M     | 58   | 1h34:42.124   |                  |
| 2                 | 1     | 3  | Juan Pablo Montoya    | Williams-BMW     | M     | 58   | +0:08.675     |                  |
| 3                 | 12    | 6  | Kimi Räikkönen        | McLaren-Mercedes | M     | 58   | +0:09.192     |                  |
| 4                 | 3     | 1  | Michael Schumacher    | Ferrari          | B     | 58   | +0:09.482     |                  |
| 5                 | 7     | 7  | Jarno Trulli          | Renault          | M     | 58   | +0:38.801     |                  |
| 6                 | 2     | 10 | Heinz-Harald Frentzen | Sauber-Petronas  | B     | 58   | +0:43.928     |                  |
| 7                 | 3     | 8  | Fernando Alonso       | Renault          | M     | 58   | +0:45.074     |                  |
| 8                 | 1     | 4  | Ralf Schumacher       | Williams-BMW     | M     | 58   | +0:45.745     |                  |
| 9                 | 3     | 16 | Jacques Villeneuve    | BAR-Honda        | B     | 58   | +1:05.536     |                  |
| 10                | 2     | 17 | Jenson Button         | BAR-Honda        | B     | 58   | +1:05.974     |                  |
| 11                | 8     | 19 | Jos Verstappen        | Minardi-Cosworth | B     | 57   | +1 okr.       |                  |
| 12                | 1     | 11 | Giancarlo Fisichella  | Jordan-Ford      | B     | 52   | +6 okr.       | skrzynia biegów  |
| 13                | 5     | 15 | Antônio Pizzonia      | Jaguar-Cosworth  | M     | 52   | +6 okr.       | zawieszenie      |
| Niesklasyfikowani |       |    |                       |                  |       |      |               |                  |
|                   |       | 20 | Olivier Panis         | Toyota           | M     | 31   |               | ciśnienie paliwa |
|                   |       | 9  | Nick Heidfeld         | Sauber-Petronas  | B     | 20   |               | zawieszenie      |
|                   |       | 18 | Justin Wilson         | Minardi-Cosworth | B     | 16   |               | chłodnica        |
|                   |       | 14 | Mark Webber           | Jaguar-Cosworth  | M     | 15   |               | zawieszenie      |
|                   |       | 21 | Cristiano da Matta    | Toyota           | M     | 7    |               | poślizg          |
|                   |       | 12 | Ralph Firman          | Jordan-Ford      | B     | 6    |               | wypadek          |
|                   |       | 2  | Rubens Barrichello    | Ferrari          | B     | 5    |               | wypadek          |
| P                 | + / – | Nr | Kierowca              | Konstruktor      | Opony | Okr. | Czas / Strata | Komentarz        |

### Najszybsze okrążenia
| P  | Nr | Kierowca              | Konstruktor      | Opony | Okr. | Czas     | Odstęp | Strata |
| -- | -- | --------------------- | ---------------- | ----- | ---- | -------- | ------ | ------ |
| 1  | 6  | Kimi Räikkönen        | McLaren-Mercedes | M     | 32   | 1:27.724 | -      | -      |
| 2  | 1  | Michael Schumacher    | Ferrari          | B     | 27   | 1:27.759 | 0.035  | 0.035  |
| 3  | 3  | Juan Pablo Montoya    | Williams-BMW     | M     | 39   | 1:27.942 | 0.183  | 0.218  |
| 4  | 8  | Fernando Alonso       | Renault          | M     | 35   | 1:28.170 | 0.228  | 0.446  |
| 5  | 5  | David Coulthard       | McLaren-Mercedes | M     | 28   | 1:28.272 | 0.102  | 0.548  |
| 6  | 17 | Jenson Button         | BAR-Honda        | B     | 57   | 1:28.600 | 0.328  | 0.876  |
| 7  | 4  | Ralf Schumacher       | Williams-BMW     | M     | 37   | 1:28.617 | 0.017  | 0.893  |
| 8  | 7  | Jarno Trulli          | Renault          | M     | 44   | 1:28.638 | 0.021  | 0.914  |
| 9  | 16 | Jacques Villeneuve    | BAR-Honda        | B     | 57   | 1:28.770 | 0.132  | 1.046  |
| 10 | 10 | Heinz-Harald Frentzen | Sauber-Petronas  | B     | 35   | 1:29.096 | 0.326  | 1.372  |
| 11 | 15 | Antônio Pizzonia      | Jaguar-Cosworth  | M     | 37   | 1:29.217 | 0.121  | 1.493  |
| 12 | 11 | Giancarlo Fisichella  | Jordan-Ford      | B     | 49   | 1:29.274 | 0.057  | 1.550  |
| 13 | 20 | Olivier Panis         | Toyota           | M     | 23   | 1:29.694 | 0.420  | 1.970  |
| 14 | 14 | Mark Webber           | Jaguar-Cosworth  | M     | 14   | 1:29.697 | 0.003  | 1.973  |
| 15 | 19 | Jos Verstappen        | Minardi-Cosworth | B     | 29   | 1:31.785 | 2.088  | 4.061  |
| 16 | 18 | Justin Wilson         | Minardi-Cosworth | B     | 13   | 1:33.139 | 1.354  | 5.415  |
| 17 | 9  | Nick Heidfeld         | Sauber-Petronas  | B     | 14   | 1:33.519 | 0.380  | 5.795  |
| 18 | 21 | Cristiano da Matta    | Toyota           | M     | 7    | 1:33.753 | 0.234  | 6.029  |
| 19 | 12 | Ralph Firman          | Jordan-Ford      | B     | 6    | 1:36.644 | 2.891  | 8.920  |
| 20 | 2  | Rubens Barrichello    | Ferrari          | B     | 5    | 1:37.066 | 0.422  | 9.342  |
| P  | Nr | Kierowca              | Konstruktor      | Opony | Okr  | Czas     | Odstęp | Strata |

## Klasyfikacja po wyścigu

### Kierowcy
| P                 | +/− | Kierowca              | Starty | Punkty | P1 | P2 | P3 | PP | NO | NS |
| ----------------- | --- | --------------------- | ------ | ------ | -- | -- | -- | -- | -- | -- |
| 1                 | N   | David Coulthard       | 1      | 10     | 1  | -  | -  | -  | -  | -  |
| 2                 | N   | Juan Pablo Montoya    | 1      | 8      | -  | 1  | -  | -  | -  | -  |
| 3                 | N   | Kimi Räikkönen        | 1      | 6      | -  | -  | 1  | -  | 1  | -  |
| 4                 | N   | Michael Schumacher    | 1      | 5      | -  | -  | -  | 1  | -  | -  |
| 5                 | N   | Jarno Trulli          | 1      | 4      | -  | -  | -  | -  | -  | -  |
| 6                 | N   | Heinz-Harald Frentzen | 1      | 3      | -  | -  | -  | -  | -  | -  |
| 7                 | N   | Fernando Alonso       | 1      | 2      | -  | -  | -  | -  | -  | -  |
| 8                 | N   | Ralf Schumacher       | 1      | 1      | -  | -  | -  | -  | -  | -  |
| 9                 | N   | Jacques Villeneuve    | 1      | 0      | -  | -  | -  | -  | -  | -  |
| 10                | N   | Jenson Button         | 1      | 0      | -  | -  | -  | -  | -  | -  |
| 11                | N   | Jos Verstappen        | 1      | 0      | -  | -  | -  | -  | -  | -  |
| 12                | N   | Giancarlo Fisichella  | 1      | 0      | -  | -  | -  | -  | -  | -  |
| 13                | N   | Antônio Pizzonia      | 1      | 0      | -  | -  | -  | -  | -  | -  |
| Niesklasyfikowani |     |                       |        |        |    |    |    |    |    |    |
|                   |     | Olivier Panis         | 1      | 0      | -  | -  | -  | -  | -  | 1  |
|                   |     | Nick Heidfeld         | 1      | 0      | -  | -  | -  | -  | -  | 1  |
|                   |     | Justin Wilson         | 1      | 0      | -  | -  | -  | -  | -  | 1  |
|                   |     | Mark Webber           | 1      | 0      | -  | -  | -  | -  | -  | 1  |
|                   |     | Cristiano da Matta    | 1      | 0      | -  | -  | -  | -  | -  | 1  |
|                   |     | Ralph Firman          | 1      | 0      | -  | -  | -  | -  | -  | 1  |
|                   |     | Rubens Barrichello    | 1      | 0      | -  | -  | -  | -  | -  | 1  |
| P                 | +/− | Kierowca              | Starty | Punkty | P1 | P2 | P3 | PP | NO | NS |

### Konstruktorzy
| P                 | +/− | Konstruktor      | Starty | Punkty | P1 | P2 | P3 | PP | NO | NS |
| ----------------- | --- | ---------------- | ------ | ------ | -- | -- | -- | -- | -- | -- |
| 1                 | N   | McLaren-Mercedes | 2      | 16     | 1  | -  | 1  | -  | 1  | -  |
| 2                 | N   | Williams-BMW     | 2      | 9      | -  | 1  | -  | -  | -  | -  |
| 3                 | N   | Renault          | 2      | 6      | -  | -  | -  | -  | -  | -  |
| 4                 | N   | Ferrari          | 2      | 5      | -  | -  | -  | 1  | -  | 1  |
| 5                 | N   | Sauber-Petronas  | 2      | 3      | -  | -  | -  | -  | -  | 1  |
| 6                 | N   | BAR-Honda        | 2      | 0      | -  | -  | -  | -  | -  | -  |
| 7                 | N   | Minardi-Cosworth | 2      | 0      | -  | -  | -  | -  | -  | 1  |
| 8                 | N   | Jordan-Ford      | 2      | 0      | -  | -  | -  | -  | -  | 1  |
| 9                 | N   | Jaguar-Cosworth  | 2      | 0      | -  | -  | -  | -  | -  | 1  |
| Niesklasyfikowani |     |                  |        |        |    |    |    |    |    |    |
|                   |     | Toyota           | 2      | 0      | -  | -  | -  | -  | -  | 2  |
| P                 | +/− | Konstruktor      | Starty | Punkty | P1 | P2 | P3 | PP | NO | NS |